# قلعه (شطرنج)

قلعهٔ شاه و رخ.

قلعه (به آن در تلفظ عامیانه شاقلعه هم گفته می شود) حرکتی در بازی شطرنج است که با استفاده از شاه و یکی از رخ‌ها انجام می‌شود. این تنها حرکت شطرنج است که در آن دو مهره همزمان جابجا می‌شوند و همچنین تنها حرکت (به جز حرکات اسب) که در آن مهره‌ای از روی مهره دیگر می‌پرد. طی این حرکت، شاه و رخ هم‌زمان حرکت می‌کنند. شاه دو خانه به سمت رخ حرکت می‌کند و رخ به خانهٔ آن سویِ شاه می‌آید.
قلعه یک مانور دفاعی است که در سده شانزدهم میلادی به منظور سرعت بخشیدن به بازی و کمک به دفاع وارد شطرنج شد.

## شرایط و الزامات
برای انجام این حرکت شرایطی لازم است. در صورت مغایرت داشتن هر کدام قلعه رفتن مجاز نیست.
1. بین شاه و رخ، نباید مهره ای قرار گرفته باشد.
2. شاه و رخ، هیچ‌کدام نباید پیش از انجام قلعه، حرکت کرده باشند.
3. شاه نباید هنگام قلعه کیش باشد.
4. در مسیر عبور، شاه نباید در وضعیت کیش قرار بگیرد.